# Friedrich August Frenzel (Mineraloge)
Friedrich August Frenzel, Rufname August Frenzel (* 24. Mai 1842 in Freiberg; † 27. August 1902 ebenda) war ein deutscher Mineraloge.

## Leben
Frenzel wurde als Sohn einer Bergarbeiterfamilie in Freiberg geboren. 1861 erhielt er durch ein Stipendium die Möglichkeit, an der „Bergakademie Freiberg“ (heute Technische Universität Bergakademie Freiberg) Mineralogie zu studieren und gewann schnell die Aufmerksamkeit von August Breithaupt, der ihn bat, ihn bei der Organisation der Mineralogischen Sammlung der Akademie und der Prüfung der verschiedenen Proben zu unterstützen sowie bei seinen Mineralforschungen zu assistieren.
1865 schloss Frenzel sein Studium mit dem offiziellen Titel „Berginspektor“ ab und arbeitete 25 Jahre als Chemiker im Freiberger Labor für Hüttentechnik. Daneben hielt er auch Vorlesungen an der Bergakademie ab.
Als eines seiner bekanntesten Werke gilt sein 1874 veröffentlichtes „Mineralogisches Lexicon Für Das Königreich Sachsen“, das unter anderem die Beschreibungen von 723 Mineral-Arten sowie Informationen über ihre physikalischen Eigenschaften und chemische Zusammensetzung enthält, die in Sachsen gefunden wurden. Zudem enthält das Lexikon Beschreibungen der entsprechenden regionalen Ortschaften.

## Schriften
- Mineralogisches Lexicon für das Königreich Sachsen. Engelmann, Leipzig 1874, (Digitalisat).
- mit Gerhard vom Rath: Über merkwürdige Verwachsungen von Quarzkrystallen auf Kalkspath von Schneeberg in Sachsen. In: Monatsberichte der Königlich Preussischen Akademie der Wissenschaften zu Berlin. 1874, S. 683–689.
- Kaukasische Mineralien. In: Oscar Schneider (Hrsg.): Naturwissenschaftliche Beiträge zur Kenntniss der Kaukasusländer, auf Grund seiner Sammelbeute. Burdach, Dresden 1878, S. 133–141.
- Leitfaden für den Unterricht in der Mineralogie an der Königlichen Bergschule zu Freiberg. Gerlach, Freiberg 1895, (Später als: Leitfaden für den Unterricht in der Mineralogie an den Sächsischen Bergschulen zu Freiberg und Zwickau. 2., vollständig umgearbeitete und erweiterte Auflage von O. Köck. Verlag der Mineralien-Niederlage der Kgl. Bergakademie, Freiberg (Sachsen) 1914, urn:nbn:de:bsz:14-db-id17722099535).

## Mineralbeschreibungen
- 1870: Lithiophorit
- 1871: Pucherit und Bismutoferrit (als Hypochlorit)
- 1872: Heterogenit (Heterogenit-3R) und Miriquidit
- 1881: Lautit
- 1883: Rézbányit (auch Rezbanyit, diskreditiert 1994[1], Gemenge aus Hammarit, Krupkait und Cosalit[2])
- 1887: Hohmannit
- 1888: Amarantit
- 1893: Kylindrit